# Amarsipus carlsbergi
Amarsipus carlsbergi är en fiskart som beskrevs av Haedrich 1969. Amarsipus carlsbergi är ensam i släktet Amarsipus och i familjen Amarsipidae. Inga underarter finns listade i Catalogue of Life.
Arten förekommer i Indiska oceanen och västra Stilla havet. Den når en längd upp till 21,2 cm. Fisken vistas vanligen 30 till 130 meter under vattenytan. Troligen utför Amarsipus carlsbergi längre vandringar.